# HD 223386
HD 223386，又名BD+59 2777，SAO 35794、HR 9019，是一颗恒星，视星等为6.34，位于銀經115.18，銀緯-1.95，其B1900.0坐标为赤經23h 43m 59.4s，赤緯+59° -1.95′ 22″。